# Об'єкт «Кліваж»

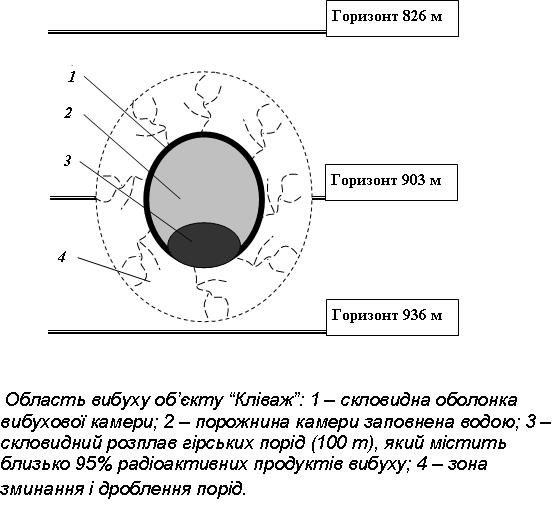

Об'єкт «Кліваж» — підземний ядерний вибух у мирних цілях на території Донецької області, Української РСР, здійснений 16 вересня 1979 року на шахті «Юний комунар» («Юнком»).

## Параметри, географія та мета ядерного вибуху
Потужність ядерного заряду склала 0,2–0,3 Кт тротилового еквівалента, підрив якого було здійснено 16 вересня 1979 року, о 09:00 (GMT), на східному крилі шахти «Юний комунар» («Юнком») (м. Бунге, Єнакієвської міськради, ВО «Орджонікідзевугілля») на глибині 903 м, між вугільними пластами «Дев'ятка» (l4) та «Цегельний» (l21). 
Мета проведення вибуху — зниження напруги в гірничому масиві, що мало підвищити безпеку відпрацювання вугільних пластів.
Роботи щодо підготовки об'єкта та проведення ядерного вибуху «Кліваж» здійснювалися науково-дослідним інститутом «ВНДІПІ Промтехнології».

## Передісторія
До 1979 р. на шахті «Юний комунар» («Юнком») мала місце максимальна в Центральному Донбасі частота раптових викидів вугілля і газу та викидів породи і газу, що було пов'язано зі станом порід, обумовленими впливом Юнкомівського Північного, Брунвальдського та інших насувів (42 % пластів, що розроблялися на шахті «Юнком» перебували в зоні тектонічних порушень).

## Наслідки
Експеримент «Кліваж» завершився успішно. В результаті ядерного вибуху утворилася порожнина радіусом 5–6 м, навколо якої сформувалася зона зім'яття (зминання) і дроблення радіусом 20–25 м. Рівень радіоактивності у гірничих виробках і шахтних водах за період спостережень 1979–2000 років перебував на фоновому рівні. Після здійснення вибуху відзначено зниження частоти викидів вугілля та породи. У період 1980-1985 років на горизонті 826 м, розташованому на 77 м вище рівня зарядної камери, відпрацьовано вугільні пласти «Мазур» та «Дев'ятка». Після вибуху вугілля в шахті добували ще протягом 23 років, про можливі радіаційні впливи на робітників та навколишнє середовище — мало хто згадував.

## Затоплення шахти
Небезпека затоплення шахти «Юний комунар» («Юнком»), де було здійснено атомно-вибуховий експеримент «Кліваж», викликала занепокоєння екологів наприкінці XX ст.. Згідно з доповіддю Міністра екобезпеки Василя Шевчука, це може призвести до радіоактивного забруднення підземних вод.
2018 року адміністрація проголошеної російською владою ДНР, під контролем якої перебувало м. Єнакієве, вирішила затопити шахту «Юний комунар» («Юнком»). 
Цю інформацію також підтвердила Спеціальна моніторингова комісія ОБСЄ
Державний департамент Сполучених Штатів Америки висловив стурбованість інформацією, передану міжнародними спостерігачами ОБСЄ, про наміри бойовиків на Донбасі затопити шахту, де відбувся ядерний вибух. Про це написала речник Держдепу Хізер Ноєрт. Українські фахівці попереджають про масштабну екологічну небезпеку затоплення шахти «Юний комунар» («Юнком»). За словами гідрогеолога, доктора технічних наук Євгена Яковлєва, активність сховища на сьогодні знизилась приблизно удвічі порівняно з 1979 роком, оскільки основними продуктами вибуху є цезій і стронцій з періодом напіврозпаду близько 30 років. З моменту вибуху минуло майже 40 років. «За оцінками, одразу після вибуху активність сховища була 100 кюрі, зараз ми можемо говорити про близько 50 кюрі». Вміст радіоактивних речовин у шахтній воді справді зросте, під загрозою радіаційного зараження опиняться басейни річок Сіверський Донець і Кальміус, а також Азовське море. Це може торкнутися не лише Донбасу, а і Дніпропетровської, Запорізької та Харківської областей.
24 квітня 2018 року було повідомлено, що 21 квітня бойовики прибрали частину насосів із забрудненої радіоактивними відходами шахти «Юний комунар» («Юнком») у тимчасово окупованому місті Бунге Донецької області. До кінця квітня 2018 року окупанти планували повністю її затопити.

## Загрози екології регіону
Аналіз показує, що екологічна катастрофа на Донбасі внаслідок затоплення шахти «Юний комунар» («Юнком»), спричинена збройною агресією РФ, стане екологічною катастрофою для всієї Європи.
Влітку 2024 року вчені повідомили, що сумарна концентрація радіонуклідів у водоносних горизонтах прилеглої території при заборі на відстані 5 км від шахти «Юний комунар» («Юнком») становила 20-34*103 Бк/кг. Це означає, що заражена вода добралася до горизонтів питної.